# هدف‌مدار
هدف‌گرایی (انگلیسی: Goal orientation) یک گرایش فردی به سمت توسعه یا اعتبار بخشیدن به توانایی فرد در موقعیت‌های موفقیت است. هدف‌گرایی نشان داده شده‌است که با پیشرفت تحصیلی، سازگاری و رفاه افراد مرتبط است.

## تاریخچه
تحقیقات در مورد انگیزه پیشرفت را می‌توان به دهه ۱۹۴۰ و پس از کار اساسی دیوید مک کللند و همکارانش که پیوند بین موفقیت و انگیزه‌ها را ایجاد کردند، ردیابی کرد. جهت‌گیری‌های هدف دانش آموزان نشان داده شد که عملکرد تحصیلی را پیش‌بینی می‌کند. به‌طور خاص، دانش آموزان با جهت‌گیری هدف بالا تمایل به ارزش قائل شدن برای شایستگی، انتظار موفقیت و جستجوی چالش‌ها دارند، در حالی که دانش آموزان با انگیزه پیشرفت پایین تمایل به شکست دارند و از چالش‌ها اجتناب می‌کنند.